# Cosmología taoísta
En la cosmología taoísta, o en la explicación del origen del universo, utilizar la palabra creación está absolutamente fuera de lugar. En la óptica taoísta, de hecho, el todo no ha sido creado por una entidad suprema, un dios, que como un artesano crea sus obras y crea el universo con sus manos sino que el universo es una correlación de fuerzas en equilibrio sin creador o mando central, expresados en el Tao. Sin embargo igualmente podemos encontrar el conceptos de tres  deidades taoístas principales, denominados Los Tres Puros; las que se consideran como la manifestación pura del Tao y el origen de todos los seres sintientes.